# Ключ 213
| ⿔                     | ⿔                                        | ⿔                                        |
| ---------------------- | ----------------------------------------- | ----------------------------------------- |
| 212                    | 213                                       | 214                                       |
| Піньінь:               | guī                                       | guī                                       |
| Чжуїнь:                |                                           |                                           |
| Вейд-Джайлз:           |                                           |                                           |
| Ютпхін:                |                                           |                                           |
| Он:                    | かめ kame                                 | かめ kame                                 |
| Кун:                   |                                           |                                           |
| Кандзі:                |                                           |                                           |
| Хун:                   | 거북                                      | 거북                                      |
| Им:                    |                                           |                                           |
| Індекс у Вікісловнику: | [[wikt:Індекс:Ієрогліфічний ключ/⿔\|⿔]] | [[wikt:Індекс:Ієрогліфічний ключ/⿔\|⿔]] |

Ключ 213 (⿔, в юнікоді U+2FD4) - один з двох (з загальної кількості 214) ієрогліфічних ключів, який складається з 16 рисок.
В Словнику Кансі подано 24 ієрогліфа з цим ключем.

## Ієрогліфи
| кількість рисок | ієрогліфи |
| --------------- | --------- |
| без додаткових  | 龜        |
| 12 додаткових   | 龞        |